# Soufiane Rahimi
Soufiane Rahimi (* 2. června 1996) je marocký fotbalista, který hraje jako útočník za emirátský klub Al Ain a za marockou reprezentaci.
Rahimi zahájil svou profesionální kariéru v Raja Casablanca, než byl poslán na hostování do Étoile de Casablanca. Po skončení hostování se Rahimi vrátil do Raje. V roce 2021 podepsal smlouvu s Al Ain FC, klub dovedl k vítězství v Ligu mistrů AFC 2023/24 a skončil jako nejlepší střelec turnaje s 13 góly.
Soufiane, který je od roku 2021 marockým reprezentantem, hrál na Africkém mistrovství národů 2020, Poháru arabských mistrů 2021 a Africkém poháru národů 2021. Na Letních olympijských hrách 2024 získal bronzovou medaili a také cenu pro nejlepšího střelce turnaje.